# Caecilia pressula
Caecilia pressula es una especie de anfibios de la familia Caeciliidae.
Se encuentra en las montañas Marudi, en Rupununi (Guyana), aunque probablemente se extienda por un área mayor. La localidad tipo está a 250 m de altitud.
Sus hábitats naturales incluyen bosques tropicales o subtropicales húmedos y a baja altitud.